# ПНК-6

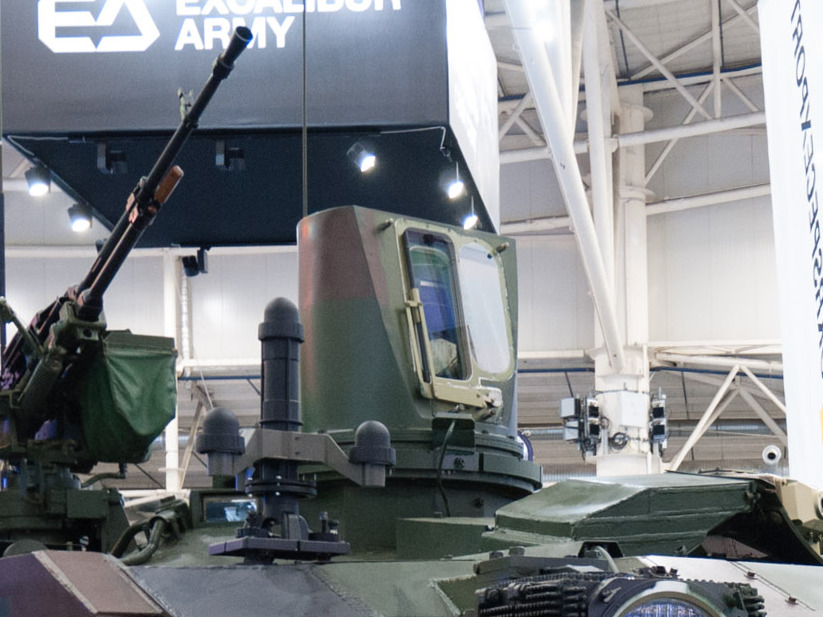
Панорманий прицільний комплекс на башті БМ «Оплот».

ПНК-6 — танковий панорамний приціл розробки Центрального конструкторського бюро (ЦКБ) «Сокіл».
Танковий панорамний прицільний комплекс (ПНК-6) призначений у першу чергу для виявлення і розпізнавання наземних і повітряних цілей вдень і вночі з місця командира танка і вимірювання дальності до цілі лазерним далекоміром, що дозволяє ведення вогню з гармати і спареного із гарматою кулемета з місця командира в режимі дубльованого керування озброєнням і в напівавтоматичному автономному режимі дубльованого керування (при відмові основного режиму управління з місця навідника).

## Тактико-технічні характеристики
Основні технічні характеристики:
- Стабілізація поля зору — незалежна, двоплоскосна;
- Кути наведення стабілізованої лінії візування, град.:
  - вниз, не менше 17;
  - вгору, не менше 65;
  - у горизонтальній площині: 360 × n;
- Кратність збільшення візуального каналу: 1.2, 6, 12 крат.;
- Спектральний діапазон тепловізійної камери, мм 8-12;
- Дальність виявлення цілі типу «танк», не менше:
  - через візуальний канал — 5500 м;
  - через тепловізійний канал в широкому полі зору — 4000 м;
- Діапазон вимірювання дальності до цілі, м — від 200 до 9500;
- Середньоквадратична похибка вимірювання дальності до цілі лазерним далекоміром: не більше ± 5 м;
- Час готовності до роботи: не більше 5 хв;
- Споживана потужність по ланцюгу постійного струму 27 В: не більше 500 Вт;
- Вага комплексу: не більше 400 кг.

ПНК-6 складається з прицілу-далекоміра з тепловізійною камерою, електроблоку, блоку управління головкою, датчика положення гармати з паралелограмним приводом і блоку комутації, який призначений для забезпечення з'єднання комплексу із системою управління вогнем танка.
Комплекс ПНК-6 може бути використаний в системі управління вогнем танка Т-84 «Оплот-М». Можливе застосування при модернізації танків Т-64Б, Т-72, Т-80.